# Pharmaciens sans frontières
 (janvier 2018).
Pour les articles homonymes, voir PSF.

Logo officiel de Pharmaciens sans frontières

Pharmaciens sans frontières (PSF) est une organisation non gouvernementale internationale à but humanitaire d'origine française. Elle s'est ensuite prolongée avec Pharmaciens sans frontières Comité international (PSF CI). 
Elle vise à aider certains pays en grande précarité à mettre en place un système d’approvisionnement et de distribution de médicaments essentiels de qualité dans le cadre de la politique pharmaceutique nationale.

## Histoire
Pharmaciens sans frontières a été créée par des pharmaciens français en 1985 à Clermont-Ferrand. Par la suite développée en Pharmaciens sans frontières Comité international, des associations nationales ont été fondées dans de multiples pays à l'étranger. 
L'association française a cessé d'exister en 2009, avec une partie de ses activités reprises par l'association ACTED. Néanmoins des comités départementaux persistent en 2021, ainsi que des associations nationales qui restent actives comme PFS Suisse. 
En France, d'autres associations de pharmacie humanitaire ont également pris sa suite, telles que Pharmacie et Aide humanitaire (PAH) ou Pharmacie Humanitaire Internationale (PHI).  
Dates clés : 
- 1985 : Création de Pharmaciens sans frontières par des pharmaciens français[6].
- 1990 : PSF apporte son soutien aux Politiques Pharmaceutiques Nationales des Pays en Développement[6].
- 1994 : Création du Comité international (PSF-CI) de PSF s'appuyant sur des hommes de terrain volontaires pour la mise en œuvre de programmes en collaboration avec des bailleurs institutionnels.
- 1999 : Contribution depuis 1996 jusqu'en 1999 de PSF pour la révision des Principes Directeurs de l'OMS applicables aux dons de médicaments.
- 2003 : Sensibilisation par PSF des populations locales aux dangers de médicaments vendus dans les rues en produisant le film intitulé Tiim
- 2007 : Le siège de PSF-CI déménage et s'installe à Bordeaux.
- 2009 : L'association est en redressement judiciaire et doit déposer le bilan. Ses actions sont en partie poursuivies par l'association ACTED[3].